# Loo (viento)

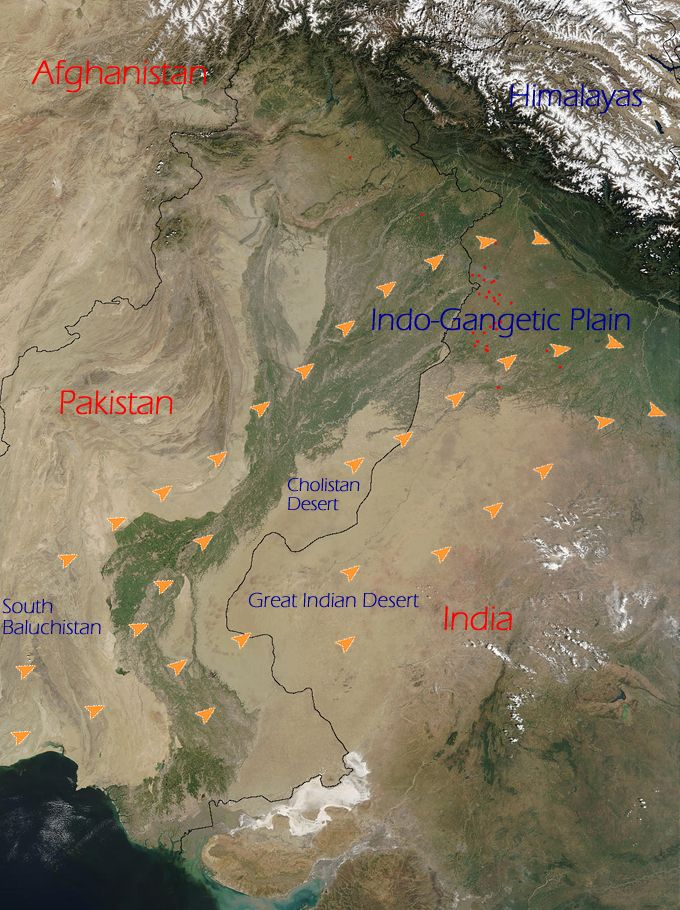
Trayectoria del viento (flechas anaranjadas) desde sus orígenes en los desiertos del subcontinente indio hacia la llanura indogangética de India y Pakistán.

El Loo (hindi: लू, urdú: لو, punjabí: ਲੂ) es un viento fuerte, caliente y seco que corre en las tardes de verano desde el oeste, soplando sobre la región de la llanura indogangética occidental del norte de India y Pakistán. Es especialmente fuerte durante los meses de mayo y junio. A causa de su elevada temperatura (45 °C–50 °C ) puede causar golpes de calor fatales.
Dado que resulta en niveles de humedad extremadamente bajos y altas temperaturas, el Loo también deshidrata y seca la vegetación, por lo que la región toma un tono marrón durante los meses de mayo y junio.

## Origen y final del Loo
El Loo se origina en las grandes regiones desérticas del noroeste del subcontinente indio: el gran desierto indio (desierto Thar), el desierto de Cholistan y las zonas desérticas del sur de Balochistan.
El Loo finaliza a finales del verano, con la llegada del monzón indio. En algunas zonas del norte de India y Pakistán, existen violentas tormentas de polvo breves denominadas Kali Andhi (o tormentas negras) antes que llegue el monzón. La llegada de las nubes del monzón es frecuentemente acompañada por lluvias torrenciales, y la repentina transformación del paisaje de marrón a verde puede parecer "sorprendente" como resultado del diluvio y la terminación abrupta del Loo.

## Efectos ecológicos del Loo
Muchas aves y animales sucumben durante los meses de verano ante el Loo, especialmente en áreas deforestadas donde el Loo sopla sin reparos y no existen refugios. Ciertas enfermedades transmitidas por insectos, tales como la malaria, históricamente han registrado un descenso en el número de casos durante la temporada del Loo ya que las poblaciones de insectos también bajan durante esta época. Aun con anterioridad a 1897 cuando se descubre que los mosquitos transmiten la malaria, los oficiales británicos en la India habían observado que el Loo en las planicies del norte de India naturalmente hacia que la región estuviera libre de la enfermedad.